# لاف دياز

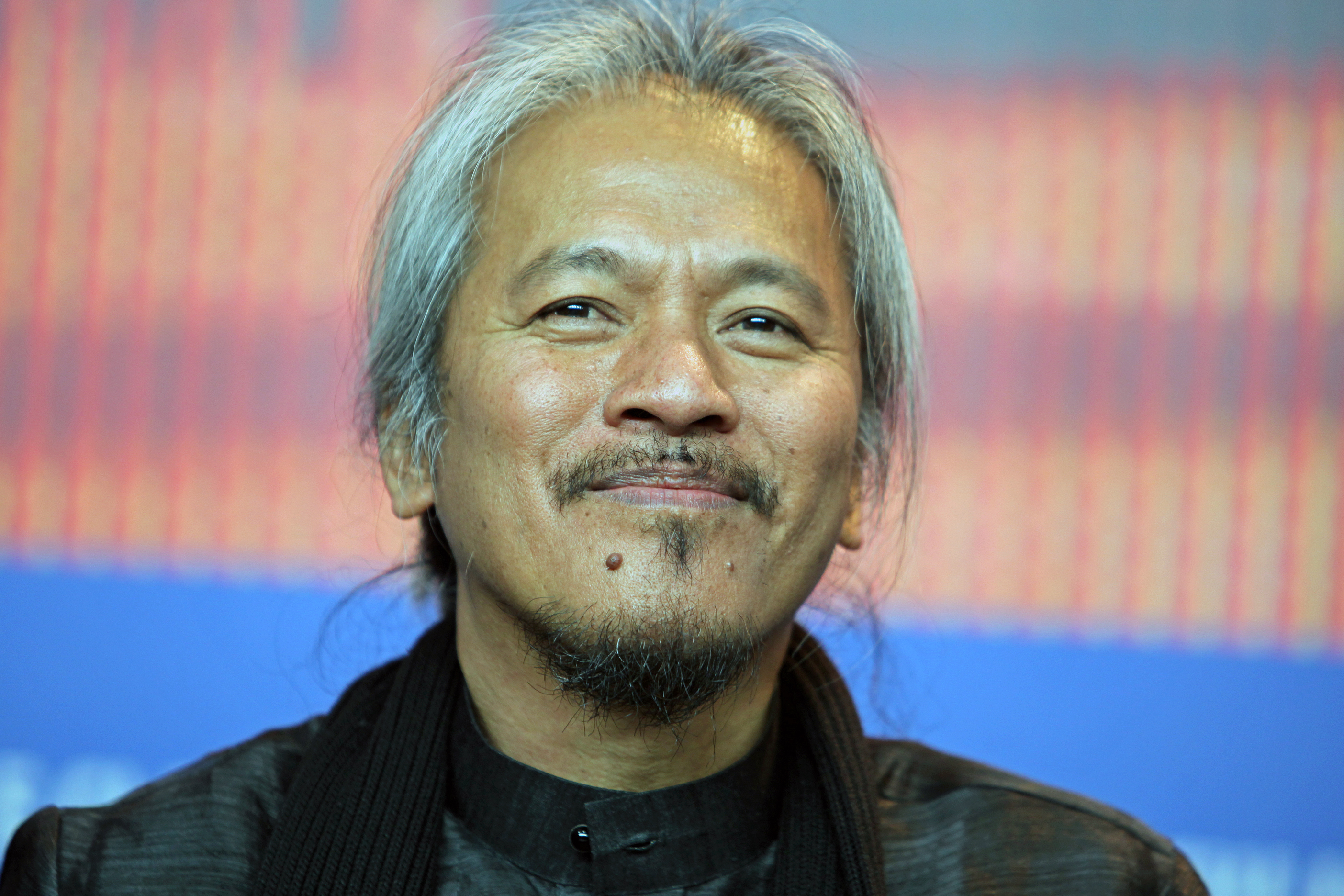
لاف دياز

لافرينتي إنديكو دياز (من مواليد 30 ديسمبر 1958) مخرج وملحن سينمائي فلبيني وناقد سينمائي سابق ويعتبر أهم مخرج فلبيني حتى الآن . يُعرف بأنه أحد الأعضاء الرئيسيين في حركة السينما البطيئة ، حيث قام بعمل العديد من أطول الأفلام الروائية في التاريخ، صورها كلها تقريباً بالأبيض والأسود أخرج حوالي 18 فيلم.

## أهم أعماله
- تطور الأسرة الفلبينية إنتاج 2004

من أطول أعماله يمتد لتسع ساعات وله فلمين آخرين يصلين لنفس المدة هما Death in the Land of the Encantos لـ2007 وHeremias لـ2006 .
- Norte, the End of History 2013

مدته أربع ساعات وعشر دقائق .
- The Woman Who Left 2016

مدته ثلاث ساعات وستة وأربعين دقيقة .
- From What Is Before 2014

مدته خمس ساعات وثمانية وثلاثين دقيقة .
- Melancholia 2008

مدته سبع ساعات ونصف .
- Ang Panahon ng Halimaw 2018

فيلم موسيقى مدته حوالي الأربع ساعات .
- A Lullaby to the Sorrowful Mystery 2016

فيلم خيال مدته ثمان ساعات .
- Century of Birthing 2011

تصل مدته لستة ساعات .
- Florentina Hubaldo, CTE 2012

فيلم دراما لستة ساعات .
- Batang West Side 2001

فيلم جريمة تصل مدته لحوالي خمس ساعات وخمسة عشر دقيقة .
- Genus Pan 2020

من أقصر أعماله وطوله ساعتين ونصف فقط .

## وصلات خارجية
- لاف دياز على قاعدة بيانات الأفلام على الإنترنت
- لاف دياز على موقع روتن توميتوز